# 加地千尋
加地 千尋（かじ ちひろ、1992年10月13日 - ）は、日本の元女優、元モデルである。
埼玉県加須市出身。血液型O型。

## 経歴
2004年、芸能事務所『ムーン・ザ・チャイルド』の入所し、芸能界デビュー。2005年に 中部日本放送制作 ドラマ30の作品『新キッズ・ウォー』で、井上真央に代わって主演の河合花を演じ、一躍脚光を浴びる。同時期からローティーン雑誌『ピチレモン』の専属モデルとしても活躍する。
2007年後半から2008年3月にかけ、高校受験のため芸能活動を控えていたが、その後、所属事務所の『ムーン・ザ・チャイルド』を退所し、芸能界を引退。

## 過去の出演

### テレビドラマ
- 慶次郎縁側日記 第6話（NHK、2004年）おしん 役
- 新キッズ・ウォー（CBC、2005年）河合花 役
- 新キッズ・ウォー2（CBC、2006年）河合花 役
- 慶次郎縁側日記3 第2話（NHK、2006年）弥生 役
- しにがみのバラッド。 第3話（TX、2007年）柏木優奈 役
- 生徒諸君!（EX、2007年）雨宮由希子 役

### 映画
- 花婿は18歳（2009年）長崎裕美 役

### CM
- タカラ『ちゃおレチャット』
- ベネッセコーポレーション『ポケットチャレンジV2』
- バンダイナムコゲームス『テイルズ オブ ザ ワールド レディアント マイソロジー』

### VP
- 花王『2004年ブランドニュース』

### 雑誌
- ピチレモン（学習研究社、2005年9月号 - 2009年4月号）